# Polidocanol
El polidocanol es un polímero que se forma por la etoxilación del dodecanol. En función del número de moles de óxido de etileno que se empleen en su síntesis, el producto tiene unas propiedades físico-químicas u otras. El que se obtiene por etoxilación con unos 9 moles de óxido de etileno (Laureth-9) es un componente anestésico local y antipruriginoso de ungüentos y aditivos para el baño. Alivia la picazón causada por el eczema y la piel seca. Por lo general, salvo que se mencione algún número, cuando se habla de polidecanol se suele hablar de dicho producto.